# 2904 Millman
2904 Millman este un asteroid din centura principală, descoperit pe 20 decembrie 1981 de Edward Bowell.